# Tibaváralja
Tibaváralja (szlovákul: Podhoroď, ukránul: Podhorodje) község Szlovákiában, a Kassai kerület Szobránci járásában.

## Fekvése
Szobránctól 14 km-re északkeletre, a Szobránc-patak partján, a néhai Ung- és Zemplén vármegyék határán fekszik.

## Története
Tiba várát a Kaplyon nembeli Nagymihályi Jakó fiai Jakó és András építtették 1290 után. 1317-ben a hűtlen Aba Amadé híve, Jób fia Domokos tartotta megszállva, de 1318-ban visszakapták a Nagymihályiak. Valószínűleg az ostrom következtében pusztult el, de 1418-ban már ismét lakott volt és a 16. században vált romossá.
A vár alatti falut a 14. század második felében alapították, 1406-ban említik először. Tibai és nagymihályi nemesek birtoka volt. 1599-ben 35 jobbágyház állt a faluban, később azonban a lakosság száma csökkent. 1715-ben 15, 1720-ban 19 volt az adózó háztartások száma. Görögkatolikus plébániáját a 18. század közepén alapították.
A 18. század végén, 1799-ben Vályi András így ír róla: „VÁRALLYA. Ungvár Várm. földes Urai több Urak, lakosai külömbfélék, fekszik Tibének szomszédságában, és annak filiája; határja sovány, vagyonnyai selejtesek.”
A faluban vizimalom is működött. 1828-ban 35 házában 485 lakos élt. A mai görögkatolikus templom 1844-ben épült.
Fényes Elek 1851-ben kiadott geográfiai szótárában így ír a faluról: „Váralja, Ungh vármegyében, orosz falu, ut. p. Szobránczhoz kelet-északra 2 órányira igen hegyes, erdős vidéken: 2 romai, 476 gör. kath., 12 zsidó lak. Gör. kath. paroch. templommal, nagy erdővel s régi puszta várral. F. u. Draveczky.”
A trianoni diktátumig Ung vármegye Szobránci járásához tartozott, majd az újonnan létrehozott csehszlovák államhoz csatolták. A 20. század első felében gőzfűrész üzemelt a községben. 1938 és 1945 között ismét Magyarország része.

## Népessége
| Év:            | 1994. | 2004.    | 2014.   | 2024.    |
| -------------- | ----- | -------- | ------- | -------- |
| Emberek száma: | 443   | 391      | 374     | 320      |
| Eltérés:       |       | -11,73 % | -4,34 % | -14,43 % |

| Év:            | 2023. | 2024.   |
| -------------- | ----- | ------- |
| Emberek száma: | 315   | 320     |
| Eltérés:       |       | +1,58 % |

1910-ben 485, többségben szlovák anyanyelvű lakosa volt, jelentős ruszin és német kisebbséggel.
2001-ben 408 lakosa volt.
2011-ben 385 lakosából 343 szlovák volt.

## Nevezetességei
- A falu határában, a 403 méter magas Várhegyen láthatók Tiba várának csekély maradványai.
- Görögkatolikus temploma 1844-ben épült.